# كولين هاربر
كولين هاربر (بالإنجليزية: Cullen Harper)‏ هو لاعب كرة قدم أمريكية أمريكي، ولد في 1 أكتوبر 1985.